# Список территорий Священной Римской империи/Б
| Территории Священной Римской империи | Территории Священной Римской империи | Территории Священной Римской империи | Территории Священной Римской империи | Территории Священной Римской империи | Территории Священной Римской империи | Территории Священной Римской империи | Территории Священной Римской империи | Территории Священной Римской империи | Территории Священной Римской империи | Территории Священной Римской империи | Территории Священной Римской империи | Территории Священной Римской империи | Территории Священной Римской империи | Территории Священной Римской империи | Территории Священной Римской империи | Территории Священной Римской империи | Территории Священной Римской империи | Территории Священной Римской империи | Территории Священной Римской империи | Территории Священной Римской империи | Территории Священной Римской империи | Территории Священной Римской империи | Территории Священной Римской империи | Территории Священной Римской империи | Территории Священной Римской империи | Территории Священной Римской империи | Территории Священной Римской империи | Территории Священной Римской империи |
| ------------------------------------ | ------------------------------------ | ------------------------------------ | ------------------------------------ | ------------------------------------ | ------------------------------------ | ------------------------------------ | ------------------------------------ | ------------------------------------ | ------------------------------------ | ------------------------------------ | ------------------------------------ | ------------------------------------ | ------------------------------------ | ------------------------------------ | ------------------------------------ | ------------------------------------ | ------------------------------------ | ------------------------------------ | ------------------------------------ | ------------------------------------ | ------------------------------------ | ------------------------------------ | ------------------------------------ | ------------------------------------ | ------------------------------------ | ------------------------------------ | ------------------------------------ | ------------------------------------ |
| А                                    | Б                                    | В                                    | Г                                    | Д                                    | Е                                    | Ж                                    | З                                    | И                                    | Й                                    | К                                    | Л                                    | М                                    | Н                                    | О                                    | П                                    | Р                                    | С                                    | Т                                    | У                                    | Ф                                    | Х                                    | Ц                                    | Ч                                    | Ш                                    | Щ                                    | Э                                    | Ю                                    | Я                                    |

## Б
| Номер | Название | Тип управления                                                                                          | Расположение                        | Комментарии |
| ----- | --- | --- | ----------------------------------- | --- |
| 1     | Баар (есть Бар (Швабия)) | ландграфство                                                                                            |                                     | |
| 2     | Бабенхаузен (есть Бабенхаузен (Гессен)) | сеньория                                                                                                | Германия, Бавария                   | 1237: первый исторический документ, где упоминается Бабенхаузен ок.1100: Бабенхаузен и Шонегг (Schonegg) — часть сеньории Келлмюнц (Kellmunz) 1200—1300: сеньория Шонегг 1378: сеньория Рехберг (de:Rechberg) 1539: Антон Фуггер, сеньор Бабенхаузен 1803: Сеньория Бабенхаузен, Боос и Кеттерхазен (Kettershausen), преобразованы в княжество Бабенхаузен во главе с Фуггерами 1806: к Баварии |
| 3     | Бабенхаузен-Миндельхейм-Келлмюнц | сеньория                                                                                                |                                     | 1432 из Штауфенек (Staufeneck)- Бабенхаузена 1487: Раздел на Фрундсбург (Frundsburg) и Кронбург (Kronburg) |
| 4     | Бавария | 888: Герцогство 1623: Курфюршество 1805: Королевство                                                    | Германия, Бавария                   | |
| 5     | Бавария Верхняя | Герцогство                                                                                              | Германия, Бавария                   | |
| 6     | Бавария Нижняя | Герцогство                                                                                              | Германия, Бавария                   | |
| 7     | Бавария-Ингольштадт | Герцогство                                                                                              | Германия, Бавария                   | |
| 8     | Бавария-Ландсхут | Герцогство                                                                                              | Германия, Бавария                   | |
| 9     | Бавария-Мюнхен | Герцогство                                                                                              | Германия, Бавария                   | |
| 10    | Бавария-Наумбург | Герцогство                                                                                              | Германия, Бавария                   | |
| 11    | Бавария-Штраубинг | Герцогство                                                                                              | Германия, Бавария                   | |
| 12    | Баден (маркграфство) | 1112: Маркграфство 1362: Маркграф Священной Римской Империи 1803: курфюршество 1806: Великое герцогство | Германия, Баден-Вюртемберг          | 1190: Раздел на Баден-Баден (маркграфство) и Баден-Хахберг 1387: Присоединение части графства Эберштейн 1535: Раздел на маркграфство Баден (Баден-Баден) и маркграфство Баден-Дурлах 1771: пресечение линии Баден — Баден; объединение Бадена |
| 13    | Великое герцогство Баден, Герцогство Церинген, Ланграфство Неленбург, и т. д., Сеньория и Наследственная сеньория Баар и Стухлинген (Stühlingen), Хейлигенберг (Heiligenberg), Хаузен (Hausen), Москирх (Möskirch), Хохенховен, Вильденстейн (Wildenstein) и Вальдсберг, Мосбах и Дурн, Бисхофшейм, Хардхейм, Клеттгау, Краутхейм, Вертхейм, Неуденау (Neudenau) и Биллигхейм, Граф Салем, Петерхаузен и Ханау | 1803: курфюршество 1806: Великое герцогство                                                             | Германия, Баден-Вюртемберг          | 1806: часть Рейнского союза 1871: часть Германской империи 1849: Республика Баден 1918: Республика Баден |
| 14    | Баден-Баден (маркграфство) | Маркграфство                                                                                            |                                     | 1190: Выделен из Бадена 1291: Раздел на Баден-Баден, Баден-Эберштейн и Баден-Пфорцгейм 1335: Раздел между Баден-Эберштейном и Баден-Пфорцгеймом 1348: Выделен из Баден-Пфорцгейма 1515: Раздел на Баден-Баден, Баден-Дурлах и Баден-Спонхейм 1536: Разделенный на Баден-Баден и Баден-Родемахерн 1588: Присоединен к Баден-Родемахерну 1622: Выделен из Баден-Дурлаха 1771: Включён в объединённый Баден                                                                                              |
| 15    | Баден-Дурлах | Маркграфство                                                                                            |                                     | 1515: Выделен из Баден-Бадена 1577: Раздел на Баден-Дурлах, Баден-Хохберг и Баден-Саусенбург 1771: Включён в объединённый Баден |
| 16    | Баден-Пфорцгейм (Пфорцхайм) | Маркграфство                                                                                            | Германия                            | 1291: Выделен из Баден-Бадена 1315: Раздел на Баден-Пфорцгейм и на Баден-Баден 1361: Присоединен к Баден-Бадену |
| 17    | Баден-Родемахерн | Маркграфство                                                                                            | Германия                            | 1536: Выделен из Баден-Бадена 1575: Раздел на Баден-Родемахерн и Баден-Роденхейм 1596: Присоединенный к Баден-Дурлаху 1622: Выделен из Баден-Дурлаха 1666: Присоединен к Баден-Бадену |
| 18    | Баден-Роденхейм | Маркграфство                                                                                            | Германия                            | 1575: Выделен из Баден-Родемахерн 1620: Присоединен к Баден-Дурлаху |
| 19    | Баден-Саусенбург | Маркграфство                                                                                            | Германия                            | 1290: Выделен из Баден-Хохберг 1503: Присоединен к Баден-Бадену 1577: Выделен из Баден-Дурлаха 1604: Присоединен к Баден-Дурлаху |
| 20    | Баден-Спонхейм | Маркграфство                                                                                            | Германия                            | 1515: Выделен из Баден-Бадена 1533: Присоединен к Баден-Бадену |
| 21    | Баден-Хохберг | Маркграфство                                                                                            | Германия                            | 1190: Выделен из Бадена 1290: Разделен на Баден-Хохберг и на Баден-Саусенбург 1415: Присоединен к Баден-Бадену 1482: Выделен из Баден-Бадена 1488: Присоединен к Баден-Бадену 1577: Выделен из Баден-Дурлаха 1591: Присоединен к Баден-Дурлаху |
| 22    | Баден-Эберштейн | Маркграфство                                                                                            | Германия                            | 1291: Выделен из Баден-Бадена 1353: Присоединен к Баден-Пфорцгейм |
| 23    | Баденвайлер | сеньория                                                                                                |                                     | |
| 24    | Базель | Имперский город                                                                                         | Швейцария                           | 374: первое упоминание в Базельском епископате 1356: приобретение прав имперского города (собственная валюта, законы, и т. д.) 1501: Вошёл в Швейцарскую конфедерацию 1648: Вышел из состава империи |
| 25    | Базель | епископат                                                                                               |                                     | 999 1579: Союзник конфедерации Швейцария 1792: Присоединено к Франции 1801: Разделен между Баденом и Францией |
| 26    | Байльштайн | сеньория 1679: графство                                                                                 |                                     | |
| 27    | Байндт | аббатство                                                                                               |                                     | 1793 ликвидировано |
| 28    | Байрет | 1398 княжество                                                                                          | Германия, Бавария                   | |
| 29    | Бамберг | 1007: Епископство c 1242: княжество- епископство                                                        | Германия                            | 1007 1802: Присоединено к Баварии 1803: Секуляризировано Баварией |
| 30    | Бар | 951: Графство 1354: Герцогство                                                                          | Франция                             | 959-1033: В Лотарингии 1197—1214: Уния Бара и Люксембурга 1301: Вассал короля Франции за западную часть территории и вассал императора за восточную 1354: герцогство 1473: Уния Бара и Лотарингии 1634—1659, 1670—1697, 1702—1714: Французская оккупация 1766: Оно перешёл вместе с Лотарингией к Франции |
| 31    | Барби | 1497 графство                                                                                           | Германия, Саксония                  | 961: первое упоминание Барби в историческом документе 974: Император предоставляет Барби собственной сестре, Матильде, Аббатисе Кведлинбурга 1050: в имперское владение семьи Арнстейн (Arnstein) Разделен на: Барби-Арнстейн (1209—1284), Барби-Барби (1213—1651), Барби-Линдау (1211—1372), Барби-Мухлинген (1565—1659) и Барби-Руппин 1372: Барби-Линдау к Ангальту 1524: Барби-Руппин к Бранденбургу 1651: Барби-Барби к Барби-Мухлинген (в 1360—1524) 1659: Барби-Мухлинген к Саксен-Вейсенфельс |
| 32    | Бармштедт | |                                     | Приобретен Рантзау (Rantzau) |
| 33    | Бассенхайм | 1729 сеньория                                                                                           | Германия, Рейнланд-Пфальц           | |
| 34    | Бедбург | графство                                                                                                |                                     | |
| 35    | Безансон | Архиепископство                                                                                         |                                     | |
| 36    | Безансон | 1184 Имперский город                                                                                    |                                     | |
| 37    | Бейхлинген | сеньория                                                                                                | Германия, Тюрингия                  | |
| 38    | Беккенрид | аббатство Священной Римской империи                                                                     |                                     | |
| 39    | Бельфор | |                                     | |
| 40    | Беневенто | 576 герцогство                                                                                          | Италия                              | |
| 41    | Бентинк | 1732: Графство Священной Римской империи                                                                | Германия                            | |
| 41    | Бентхейм | 1182: Графство 1486: Графство Священной Римской империи                                                 | Германия, Нижняя Саксония           | |
| 42    | Бентхейм-Альпен | 1606-1629:Графство                                                                                      | Германия, Нижняя Саксония           | |
| 43    | Бентхейм-Бентхейм | 1277-1530, 1643—1753, 1753—1803: Графство                                                               | Германия, Нижняя Саксония           | |
| 44    | Бентхейм-Лимбург | 1606-1632: Графство                                                                                     | Германия, Нижняя Саксония           | |
| 45    | Бентхейм-Линген | 1450-1555: Графство                                                                                     | Германия, Нижняя Саксония           | |
| 46    | Бентхейм-Текленбург | 1277-1557: Графство                                                                                     | Германия, Нижняя Саксония           | |
| 47    | Бентхейм-Текленбург-Реда (de:Rheda) | 1606-1806:Графство                                                                                      | Германия, Нижняя Саксония           | |
| 48    | Бентхейм-Штайнфурт | 1454-1803: Графство                                                                                     | Германия, Нижняя Саксония           | |
| 49    | Берг | 1101: Графство 1380: Герцогство                                                                         | Германия                            | |
| 50    | Берн | 1218 вольный имперский город                                                                            | Швейцария                           | |
| 51    | Берхтесгаден | 1108: Аббатство 1486/1491: Княжество-аббатство                                                          |                                     | |
| 52    | Биберах-на-Рисе | Имперский город                                                                                         | Германия                            | |
| 53    | Биллунгов марка | маркграфство                                                                                            | Германия                            | |
| 54    | Билстейн | графство                                                                                                |                                     | |
| 55    | Биркенфельд смотри Пфальц-Биркенфельд (естьБиркенфельд) | 1569: графство 1817: княжество                                                                          | Германия, Рейнланд-Пфальц           | |
| 56    | Битбург | аббатство                                                                                               | Германия, Северный Рейн — Вестфалия | |
| 57    | Битш (de:Bitsch) | сеньория                                                                                                |                                     | |
| 58    | Бламонт (de:Blamont) | сеньория                                                                                                |                                     | |
| 59    | Бланкенбург | княжество                                                                                               | Германия                            | |
| 60    | Бланкенхейм (Бланкенхайм (замок)) | 1112: сеньория 1380: графство 1461: графство Священной Римской империи                                  |                                     | |
| 61    | Бланкенхейм и Герольштейн (Герольштайн) | графство                                                                                                |                                     | |
| 62    | Бланкенхейм-Шлейден (Шлайден) | сеньория                                                                                                |                                     | |
| 63    | Блуденц | графство                                                                                                |                                     | |
| 64    | Блуменегг (de:Blumenegg) | сеньория 1396: Имперское графство                                                                       |                                     | |
| 65    | Богемия см.Чехия | |                                     | |
| 66    | Бомельбург (de:Bomelburg) | 1800: баронство                                                                                         |                                     | |
| 67    | Бонндорф | графство                                                                                                |                                     | |
| 68    | Боос | сеньория                                                                                                | Германия, Бавария                   | |
| 69    | Бопфинген | вольный имперский город                                                                                 | Германия, Баден-Вюртемберг          | |
| 70    | Брабант | 1085/1086: Ланграфство 1090: Герцогство                                                                 | Нидерланды/ Бельгия                 | |
| 71    | Бракель (Brakel) | Имперский город                                                                                         |                                     | |
| 72    | Бранденбург | марка 1356: курфюршество                                                                                | Германия                            | |
| 73    | Бранденбург | епископат                                                                                               | Германия                            | |
| 74    | Бранденбург-Ансбах | маркграфство                                                                                            | Германия                            | |
| 75    | Бранденбург-Байрет | маркграфство                                                                                            | Германия                            | |
| 76    | Бранденбург-Кульмбах (в статьеКняжество Байрейт) | маркграфство                                                                                            | Германия                            | |
| 77    | Бранденбург-Кюстрин | маркграфство                                                                                            | Германия                            | |
| 78    | Браунек | графство                                                                                                |                                     | |
| 79    | Брауншвейг | герцогство                                                                                              | Германия, Нижняя Саксония           | |
| 80    | Брауншвейг-Беверн | герцогство                                                                                              | Германия, Нижняя Саксония           | |
| 81    | Брауншвейг-Вольфенбюттель | герцогство                                                                                              | Германия, Нижняя Саксония           | |
| 82    | Брауншвейг-Гёттинген | герцогство                                                                                              | Германия, Нижняя Саксония           | |
| 83    | Брауншвейг-Грубенхаген | герцогство                                                                                              | Германия, Нижняя Саксония           | |
| 84    | Брауншвейг-Каленберг | герцогство                                                                                              | Германия, Нижняя Саксония           | |
| 85    | Брауншвейг-Каленберг-Готтинген | герцогство                                                                                              | Германия, Нижняя Саксония           | |
| 86    | Брауншвейг-Люнебург | герцогство 1235                                                                                         | Германия, Нижняя Саксония           | |
| 88    | Брауншвейг-Целле | герцогство                                                                                              | Германия, Нижняя Саксония           | |
| 89    | Брегенц | графство                                                                                                | Австрия                             | |
| 90    | Бреда | баронство                                                                                               |                                     | |
| 91    | Брейсгау | графство, ландграфство                                                                                  | Германия                            | |
| 92    | Брейсгау | Герцогство                                                                                              | Германия                            | |
| 93    | Брейсгау-Модена | Герцогство                                                                                              |                                     | |
| 94    | Брейтенбрюнн(Брайтенбрунн) | сеньория Священной Римской империи                                                                      |                                     | |
| 95    | Имперское графство Брейтенег (de:Reichsgrafschaft Breitenegg) | | Германия, Бавария                   | |
| 96    | Бремен | 1072: Архиепископство 1648: Герцогство                                                                  | Германия                            | |
| 97    | Бремен | 1646:Имперский город                                                                                    | Германия                            | |
| 98    | Брена | графство                                                                                                |                                     | |
| 99    | Брена | баронат                                                                                                 | Германия, Саксония-Анхальт          | |
| 100   | Бреслау (ныне Вроцлав) | епископат                                                                                               | Польша, Силезия                     | |
| 101   | Брессаноне или Бриксен | 1027: Епископат 1179: Княжество- епископат                                                              | Италия, Тироль                      | |
| 102   | Бретценхейм | 1774: Графство Священной Римской империи 1790: Княжество Священной Римской империи                      |                                     | |
| 103   | Броих | сеньория                                                                                                |                                     | |
| 104   | Брухгаузен | графство                                                                                                | Германия, Рейнланд-Пфальц           | |
| 105   | Брухзаль и Оденхейм | аббатство                                                                                               | Германия, Баден-Вюртемберг          | |
| 106   | Буйон | графство герцогство                                                                                     |                                     | |
| 107   | Буксхайм (Альгой) | аббатство                                                                                               |                                     | |
| 108   | Бургау | маркграфство                                                                                            | Германия, Бавария                   | |
| 109   | Бургброль | сеньория                                                                                                |                                     | |
| 110   | Бургундия графство (иначе Франш-Конте) | графство                                                                                                | Франция                             | |
| 111   | Буррехейм (de:Bürresheim) | сеньория                                                                                                |                                     | |
| 112   | Буртшейд (de:Burtscheid) | аббатство                                                                                               |                                     | |
| 113   | Бутцвейлер (de:Butzweiler) | сеньория                                                                                                |                                     | |
| 114   | Бухау (Buchau) | c 770: аббатство 1447: аббатство Священной Римской империи                                              | Германия                            | |
| 115   | Бухау | Имперский город                                                                                         | Германия                            | |